# Río Cidacos (vattendrag i Spanien, La Rioja)
Río Cidacos är ett vattendrag i Spanien.   Det ligger i provinsen Provincia de La Rioja och regionen La Rioja, i den nordöstra delen av landet, 260 km nordost om huvudstaden Madrid.